# Буржак
Буржак — озеро в Карабалыкском районе Костанайской области Казахстана. Находится в 6 км к западу от посёлка Смирновский.
По данным топографической съёмки 1958 года, площадь поверхности озера составляет 1,81 км². Наибольшая длина озера — 1,9 км, наибольшая ширина — 1,2 км. Длина береговой линии составляет 5 км, развитие береговой линии — 1,04. Озеро расположено на высоте 209,1 м над уровнем моря.